# Curva de rotação galáctica

Curva de rotação da galáxia espiral Messier 33 (pontos amarelos e azuis com barras de erro), e uma prevista a partir da distribuição da matéria visível (linha cinza). A discrepância entre as duas curvas pode ser explicada pela adição de um halo de matéria escura ao redor da galáxia.

Curva de rotação de uma galáxia de disco (também chamada de curva de velocidade) é um gráfico das velocidades orbitais de estrelas ou geses visíveis nessa galáxia versus sua distância radial do centro dessa galáxia. Normalmente é renderizado como um gráfico e os dados observados de cada lado de uma galáxia espiral são geralmente assimétricos, de modo que os dados de cada lado são calculados para criar a curva. Existe uma discrepância significativa entre as curvas experimentais observadas e uma curva derivada da aplicação da teoria da gravidade à matéria observada em uma galáxia. As teorias envolvendo a matéria escura são as principais soluções postuladas para explicar a variação.
As velocidades rotacionais/orbitais de galáxias/estrelas não seguem as regras encontradas em outros sistemas orbitais, como aqueles entre estrelas e planetas e entre planetas e luas, que têm a maior parte de sua massa no centro. As estrelas giram em torno do centro de sua galáxia em velocidade igual ou crescente em uma grande variedade de distâncias. Em contraste, as velocidades orbitais dos planetas inseridos em sistemas planetários e em luas orbitando planetas diminuem com a distância de acordo com a terceira lei de Kepler. Isso reflete as distribuições de massa dentro desses sistemas. As estimativas de massa para galáxias com base na luz que elas emitem são muito baixas para explicar as observações de velocidade.
O problema da rotação das galáxias é a discrepância entre as curvas de rotação observadas e a previsão teórica, assumindo uma massa centralmente dominada que esteja associada ao material luminoso observado. Quando os perfis de massa das galáxias são calculados a partir da distribuição de estrelas em galáxias espirais e proporções massa-luz nos discos estelares, os resultados não correspondem às massas derivadas das curvas de rotação observadas e da lei da gravidade. Uma solução para esse enigma é levantar a hipótese da existência de matéria escura e assumir sua distribuição do centro da galáxia até seu halo.
Apesar da matéria escura ser de longe a explicação mais aceita para o problema da rotação, outras foram propostas com diferentes graus de sucesso. Das alternativas possíveis, uma das principais é a dinâmica newtoniana modificada, que envolve a modificação das leis da gravidade.